# Gimnasia acrobática en los Juegos Mundiales de 2022
La Gimnasia acrobática en los Juegos Mundiales de 2022 fue uno de los deportes que se llevaron a cabo por los Juegos Mundiales de 2022 celebrados en Birmingham, Alabama durante el mes de julio de 2022, y se disputó en el Legacy Arena.

## Resultados
| Evento            | Oro                                                                        | Plata                                                                      | Bronce                                                                 |
| ----------------- | -------------------------------------------------------------------------- | -------------------------------------------------------------------------- | ---------------------------------------------------------------------- |
| Parejas masculino | Ucrania · Bohdan Pohranychnyi · Danylo Stetsiuk                            | Estados Unidos Braiden McDougall Angel Felix                               | Kazajistán · Daniyel Dil · Vadim Shulyar                               |
| Parejas femenino  | Ucrania · Viktoriia Kozlovska · Taisiia Marchenko                          | Portugal Rita Teixeira Rita Ferreira                                       | Estados Unidos Katie Borcherding Cierra McKown                         |
| Parejas mixto     | Bélgica · Bram Röttger · Helena Heijens                                    | Alemania · Daniel Blintsov · Pia Schuetze                                  | Israel Meron Weissman Adi Horwitz                                      |
|                   |                                                                            |                                                                            |                                                                        |
| Equipo masculino  | Reino Unido Bradley Gold Archie Goonesekera Finlay Gray Andrew Morris-Hunt | Bélgica · Jonas Raus · Viktor Vermeire · Wannes Vlaeminck · Simon de Wever | Ucrania · Stanislav Kukurudz · Yurii Push · Yuriy Savka · Taras Yarush |
| Equipo femenino   | Bélgica · Kim Bergmans · Lise de Meyst · Bo Hollebosch                     | Portugal Francisca Maia Beatriz Carneiro Barbara Sequeira                  | Ucrania · Daryna Pomianovska · Oleksandra Malchuk · Viktoriia Kunitska |

## Medallero
| Rank               | País               | Oro | Plata | Bronce | Total |
| ------------------ | ------------------ | --- | ----- | ------ | ----- |
| 1                  | Bélgica            | 2   | 1     | 0      | 3     |
| 2                  | Ucrania            | 2   | 0     | 2      | 4     |
| 3                  | Reino Unido        | 1   | 0     | 0      | 1     |
| 4                  | Portugal           | 0   | 2     | 0      | 2     |
| 5                  | Estados Unidos     | 0   | 1     | 1      | 2     |
| 6                  | Alemania           | 0   | 1     | 0      | 1     |
| 7                  | Israel             | 0   | 0     | 1      | 1     |
| 7                  | Kazajistán         | 0   | 0     | 1      | 1     |
| Totales (8 países) | Totales (8 países) | 5   | 5     | 5      | 15    |